# Harpokrates zur Morgenröthe

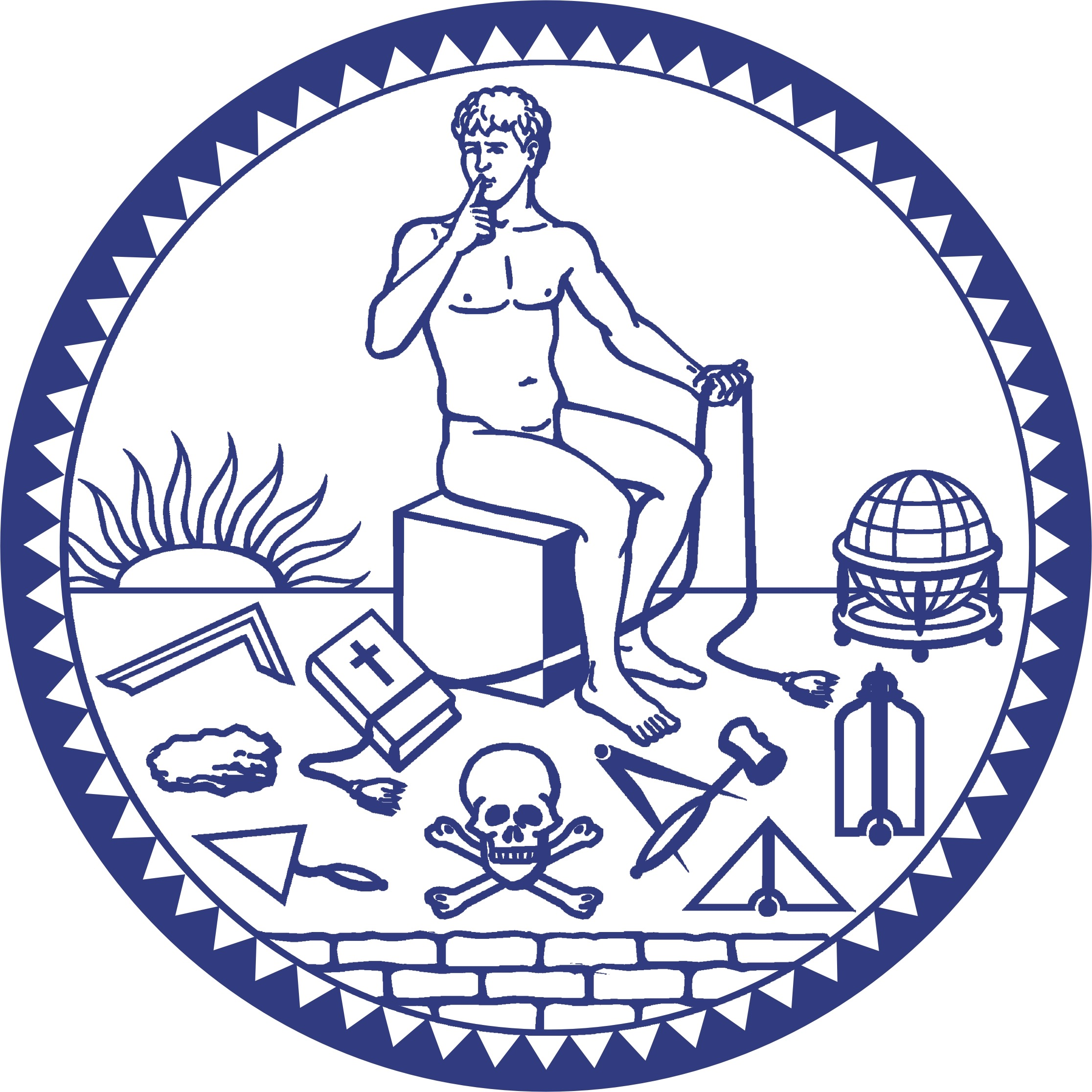
Siegel der Loge

Die Johannisloge Harpokrates zur Morgenröthe (JL HzM) ist eine 1809 gegründete Freimaurerloge in Schwerin. Die Loge arbeitet unter der Konstitution der Großen Landesloge der Freimaurer und gehört zu den aktivsten Logen Mecklenburgs. Sie pflegt Kontakte zu Logen in Mecklenburg, Hamburg, Lübeck, Malmö, Ystad, Kopenhagen und Varese.

## Geschichte

### 19. Jahrhundert
Am 21. Juli 1809 wurde in Schwerin eine Loge als 95. Johannisloge der Großen Landesloge der Freimaurer von Deutschland gestiftet. Sie nahm den Namen „Harpokrates zur Morgenröthe“ an. Der von der Loge gewählte Name „Harpokrates“ gehört der ägyptischen Mythologie an. Harpokrates ist der spät geborene Sohn der Isis und des Osiris, der als Symbol der aufsteigenden Sonne sowohl zu Beginn des Jahres als auch des Tages angesehen wurde, deshalb auch die Erweiterung des Namens der Loge „Harpokrates zur Morgenröthe“. Die Logenarbeiten fanden zuerst in zwei angemieteten Räumen statt. 1822 erwarb die Loge ein eigenes Logenhaus, das am 19. März 1822 feierlich eingeweiht wurde.
Unter der Hammerführung des ersten Vorsitzenden Logenmeisters Johann Friedrich Basilius Wehber-Schuldt nahm die Loge eine günstige Entwicklung und hatte 1846 bereits 165 Mitglieder. 12 Jahre später stand sie mit über 200 Brüdern in voller Blüte. 1810 stiftete die Loge eine auf 24 elternlose Knaben begrenzte Unterrichtsanstalt. Seit 1830 bestand auch eine Sonntagsschule für Handwerkslehrlinge, deren Gründung und Erhaltung ebenfalls der Loge zu verdanken ist. Durch diese Stiftungen gewann die Loge das Interesse des Landesfürsten Friedrich Franz I. und nahm dadurch einen Aufschwung.

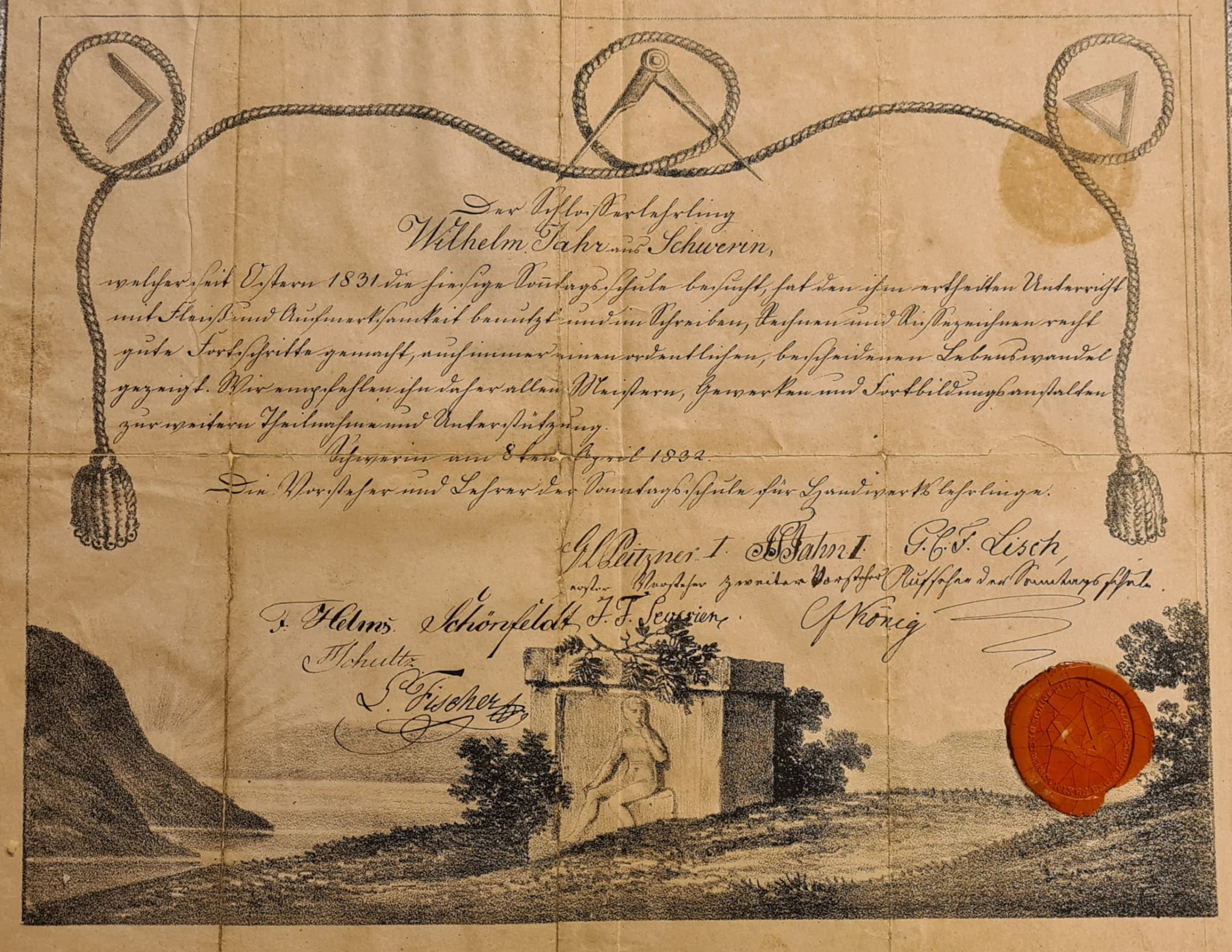
Urkunde der Sonntagsschule, 1832

Zu Weihnachten fanden mehrfach im Speisesaal des Logenhauses Weihnachtsbescherungen für Kinder unbemittelter Eltern statt. Durch die Spendenfreudigkeit der Brüder war es möglich, passende Weihnachtsgeschenke an die Kinder (meist 60 Jungen und Mädchen) zu übergeben. An diesen Feiern nahmen auch stets die Eltern und Familien der Brüder teil.
Am 18. Mai 1858 fand die feierliche Grundsteinlegung eines Anbaus am Logenhaus statt, dessen Fertigstellung bereits 6 Monate später, am 6. November gefeiert werden konnte.

### 20. Jahrhundert
Am 21. September 1909 feierte die Loge ihr 100. Stiftungsfest mit einer großen Zahl von Brüdern und auswärtigen Gästen. „Der vorsitzende Meister verlas ein Kabinettschreiben des Kaisers, der der Loge sein Bild verliehen hatte, und ein Telegramm des Großherzogs, der gleichfalls sein Bild überreichen ließ.“ Die anschließende Festtafelloge musste wegen der Anwesenheit von über 200 Brüdern in Sterns Hotel verlegt werden.
1934 erfolgte die Auflösung und Enteignung der Schweriner Freimaurerlogen und die Schließung der JL HzM im Jahr 1935.
1992 erfolgte die Reaktivierung der Loge als gesetzliche Nachfolgerin der Johannisloge „Harpokrates zur Morgenröthe“.

### Stiftungsfest 2009
2009 fand das 200. Stiftungsfest im Logenhaus und mit anschließender Tafelloge im Schweriner Schloss mit Klaus-M. Kott – Großmeister der Vereinigten Großlogen von Deutschland und Achim Strassner – Landesgroßmeister der GLLFvD sowie Besuchern aus Deutschland und Schweden statt. Die Festveranstaltung stand unter der Schirmherrschaft des Ministerpräsidenten von Mecklenburg-Vorpommern Erwin Sellering. Gäste waren unter anderem der Landesrabbiner von Mecklenburg-Vorpommern William Wolff,  Armin Jäger (MdL) und der Stadtpräsident von Schwerin Stephan Nolte.

## Vorsitzende Logenmeister
Quelle:
| Wehber-Schuldt        | 1809 – 1836 |
| Wilhelm von Meerheimb | 1836 – 1847 |
| Georg Ludwig Peitzner | 1847 – 1862 |
| Lechler               | 1862 – 1865 |
| W. Hase               | 1865 – 1868 |
| Meyer                 | 1868 – 1874 |
| W. Kundt              | 1874 – 1886 |
| Heidenheim            | 1886 – 1888 |
| Steiner               | 1889 – 1900 |
| Zanzig                | 1900 – 1901 |
| Crull                 | 1901 – 1907 |
| von Occolowitz        | 1907 – 1914 |
| Dierking              | 1914 – 1918 |
| C. Kopsicker          | 1918 – 1923 |
| Helmuth Gaedth        | 1923 – 1930 |
| Otto Glatz            | 1930 – 1934 |
|                       | –           |

## Das Logenhaus

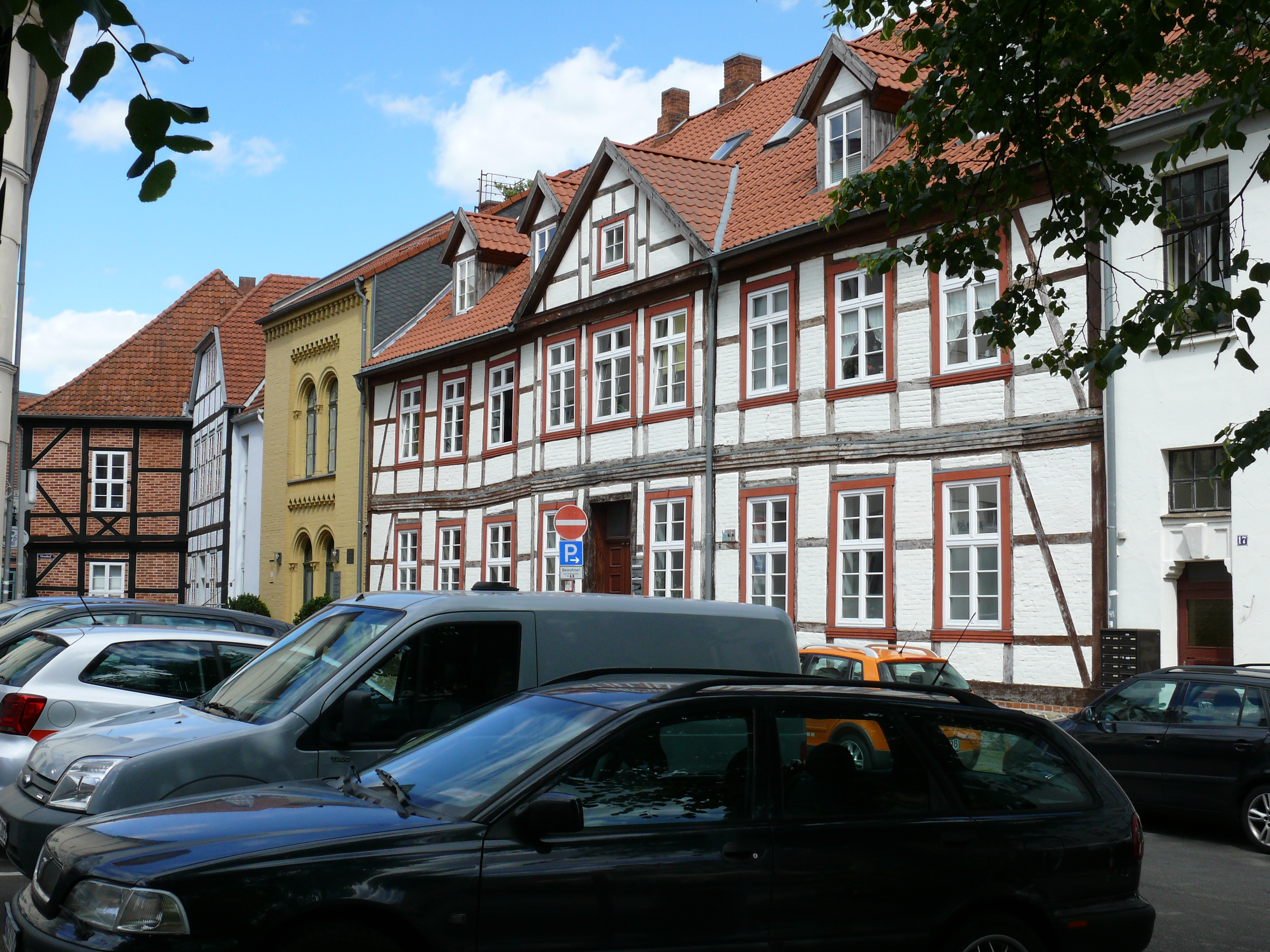
Das frühere Logenhaus in der Schlachterstraße 17 und der heute noch als Logenhaus genutzte gelbe neoklassizistische Anbau (links)

Zur Blütezeit der Loge zum 50. Stiftungsfest 1859 waren mehr als 200 Männer der Schweriner bürgerlichen Gesellschaft Logenmitglieder. Das damals als Logenhaus am Schlachtermarkt 17 genutzte Gebäude ist ein Fachwerkgebäude mit späterem neoklassizistischem Anbau. Im Logenhaus waren Räume für alle drei Ordensabteilungen (Johannisloge, Andreasloge und Kapitel). Des Weiteren gab es für festliche Bankette Festsäle mit Tafelgedecken. Das schmückende Inventar im altägyptischen Stil verschwand nach dem Verbot durch die Nationalsozialisten ab 1934 ebenso wie das Tafelsilber.

## Demmler-Mausoleum

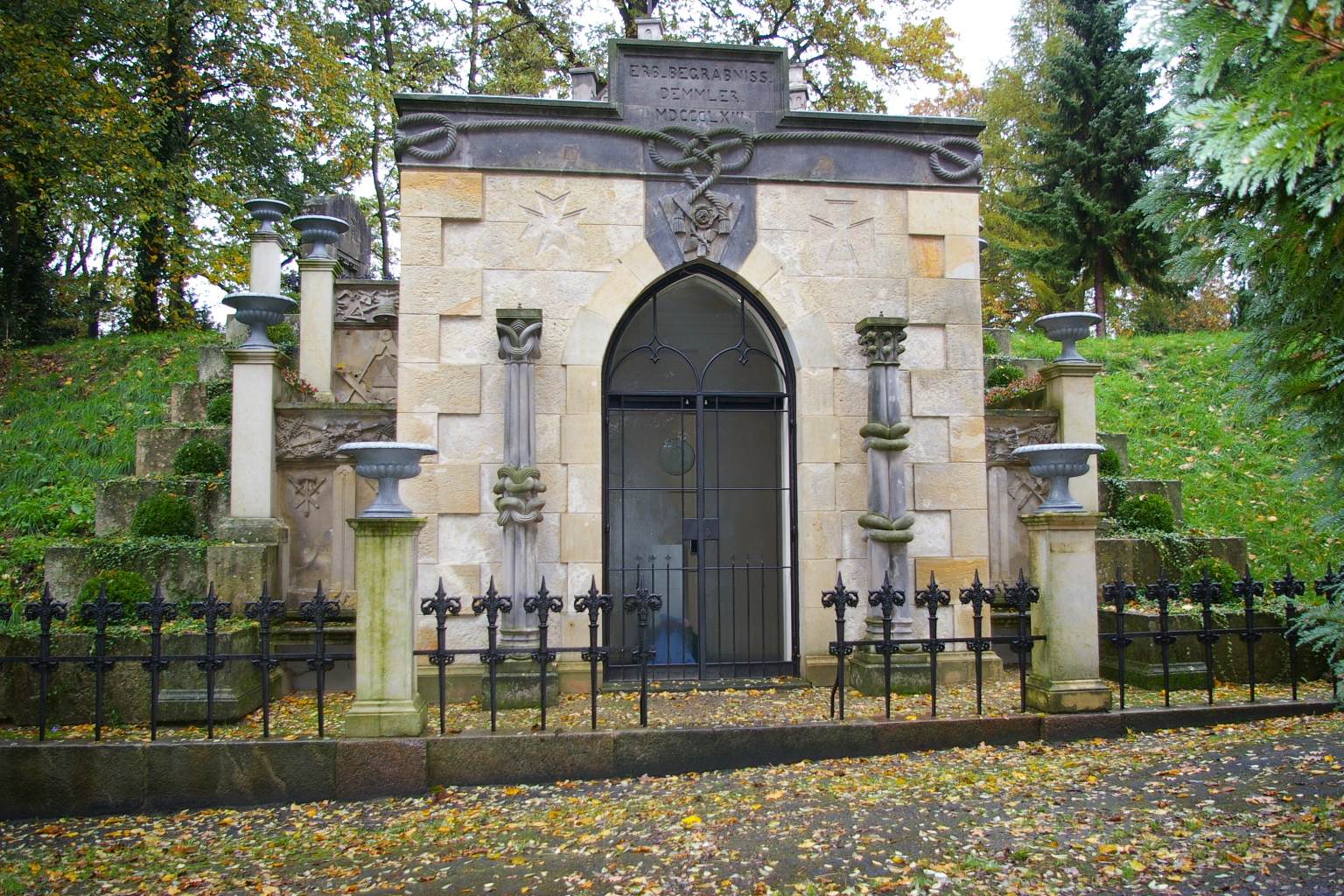
Demmler-Mausoleum

Auf dem Alten Friedhof von Schwerin findet sich das Mausoleum von Georg Adolph Demmler, der der Loge angehörte. Es ist mit freimaurerischen Symbolen ausgestattet. Das Grabmonument hat die Form eines Kubus, der sich in den Berg hinein zu versenken scheint.